# Varelhas
Varelhas (en francès, Çaloire) és un municipi francès situat al departament del Loira i a la regió d'Alvèrnia-Roine-Alps. L'any 2007 tenia 327 habitants. El cap es Vareilles.

## Demografia

### Població
El 2007 la població de fet de Çaloire era de 327 persones. Hi havia 112 famílies de les quals 16 eren unipersonals (8 homes vivint sols i 8 dones vivint soles), 36 parelles sense fills, 56 parelles amb fills i 4 famílies monoparentals amb fills.
La població ha evolucionat segons el següent gràfic:
Habitants censats

### Habitatges
El 2007 hi havia 151 habitatges, 120 eren l'habitatge principal de la família, 23 eren segones residències i 8 estaven desocupats. 146 eren cases i 4 eren apartaments. Dels 120 habitatges principals, 114 estaven ocupats pels seus propietaris i 6 estaven llogats i ocupats pels llogaters; 3 tenien dues cambres, 13 en tenien tres, 27 en tenien quatre i 77 en tenien cinc o més. 111 habitatges disposaven pel capbaix d'una plaça de pàrquing. A 36 habitatges hi havia un automòbil i a 84 n'hi havia dos o més.

### Piràmide de població
La piràmide de població per edats i sexe el 2009 era:
| Homes | Edats   | Dones |
| ----- | ------- | ----- |
| 0     | 95 o +  | 0     |
| 0     | 90 a 94 | 0     |
| 0     | 85 a 89 | 0     |
| 0     | 80 a 84 | 0     |
| 4     | 75 a 79 | 0     |
| 4     | 70 a 74 | 8     |
| 12    | 65 a 69 | 4     |
| 12    | 60 a 64 | 0     |
| 4     | 55 a 59 | 4     |
| 8     | 50 a 54 | 20    |
| 20    | 45 a 49 | 20    |
| 8     | 40 a 44 | 12    |
| 12    | 35 a 39 | 8     |
| 8     | 30 a 34 | 8     |
| 4     | 25 a 29 | 12    |
| 9     | 20 a 24 | 12    |
| 4     | 15 a 19 | 12    |
| 0     | 10 a 14 | 4     |
| 20    | 5 a 9   | 4     |
| 4     | 0 a 4   | 12    |

## Economia
El 2007 la població en edat de treballar era de 218 persones, 164 eren actives i 54 eren inactives. De les 164 persones actives 155 estaven ocupades (81 homes i 74 dones) i 9 estaven aturades (3 homes i 6 dones). De les 54 persones inactives 13 estaven jubilades, 26 estaven estudiant i 15 estaven classificades com a «altres inactius».

### Ingressos
El 2009 a Caloire hi havia 126 unitats fiscals que integraven 356,5 persones, la mediana anual d'ingressos fiscals per persona era de 22.457 €.

### Activitats econòmiques
Dels 16 establiments que hi havia el 2007, 1 era d'una empresa de fabricació d'altres productes industrials, 3 d'empreses de construcció, 4 d'empreses de comerç i reparació d'automòbils, 4 d'empreses d'hostatgeria i restauració, 3 d'empreses immobiliàries i 1 d'una empresa de serveis.
Dels 6 establiments de servei als particulars que hi havia el 2009, 1 era un paleta, 1 guixaire pintor, 1 lampisteria i 3 restaurants.

## Poblacions més properes
El següent diagrama mostra les poblacions més properes.